# Mlaj (Luna)
V astronomiji je mlaj ali nova luna prva lunina faza, ko imata Luna in Sonce enako ekliptično dolžino. Takrat se Lune s prostim očesom ne vidi, razen ob sončevem mrku kot silhueto. Luna je obsevana samo s svetlobo zvezd in odbojem svetlobo s Sonca od Zemlje podnevi. Faza v resnici izgleda kot zelo tanek srp.
Izvirno ime nova luna izhaja iz ne-astronomskih besedil, ko so ljudje po dolgem času spet na nebu videli Luno po konjunkciji s Soncem. Mlada Luna se takrat lepo vidi nizko nad zahodnim obzorjem tik za sončevim zahodom in tik pred luninim zahodom.
Lunacija je povprečni čas od prve nove lune do naslednje. V epohi J2000.0 je povprečna dolžina lunacije enaka 29,530588 dni (ali 29 dni, 12 ur, 44 minut in 2,8 sekund). Kakorkoli, dolžina enega sinodskega meseca se lahko spreminja od 29,26 dni do 29,80 dni zaradi perturberacijskih učinkov Sončeve gravitacije na Lunino ekscentrično orbito. V luninem koledarju vsak mesec predstavlja eno lunacijo. Vsak lunarni cikel lahko unikatno identificiramo s številko.

## Formule za mlaj
Dolžina lunacije je okoli 29,53 dni. Njeno natančno vrednost želimo največkrat izmeriti za predvidevanje bibavice (izmenjavanje oseke in plime).
Približna formula za izračun srednjih časov mlaja (konjunkcije med Soncem in Luno) je:
{\displaystyle d=5.597661+29.5305888610\times N+(102.026\times 10^{-12})\times N^{2}}
kjer je N celo število, ki se začne z 0 za mlaj leta 2000 in narašča z 1 za vsak sinodski mesec; in rezultat d število dni (in delov dneva) od 1. 1. 2000, 00:00:00 v zemeljskem času (TT), ki je uporabljen v efemeridah.
Da spremenimo izračunani čas v univerzalni čas (UT, svetovni čas na urah), dodaj rezultat naslednjega izraza rezultatu d, izračunanemu prej:
{\displaystyle -0.000739-(235\times 10^{-12})\times N^{2}} dni
Periodične pertuberacije lahko spremenijo čas prave konjukcije. Za vse mlaje med leti 1601 in 2401 je maksimalna razlika med srednjo in pravo konjunkcijo enaka 0,592 dneva = 14h13m. Trajanje lunacije (ti. čas med mlajem in naslednjim mlajem) se spreminja med 29,272 in 29,833 dni, torej za -0,259d = 6h12m krajše in +0,302d = 7h15m daljše od povprečja. Ta razlika je manjša kot pri srednji in pravi konjunkciji, ker se med eno lunacijo periodične količine ne spreminjajo tako zelo.
Glej članek Superluna za natančnejše preproste metode računanja mlaja.
Napaka na velika časovna obdobja je približno 1 cy2 sekund v TT in 11 cy2. (cy so stoletja od leta 2000; glej poglavje Razlaga formule za podrobnosti.)

### Razlaga formule
Čas srednje konjunkcije se lahko enostavno izračuna iz izraza za srednjo ekliptično dolžino Sonca (Delauneyev parameter D). Jean Meeus je podal formulo za izračun le-tega v svojem delu Astronomske formule za kalkulatorje, ki temelji na efemeridah Browna in Newcomba (ca. 1900); in v svoji 1. izdaji knjige Astronomski algoritmi, ki temelji na ELP2000-85 (2. izdaja uporablja ELP2000-82 z izpopolnjenimi izrazi Chapronta in drugih (1998)). Kljub temu so sedaj zastareli: Chapront in drugi (2002) so objavili izboljšane parametre. Tudi Meeusova formula uporablja ulomljeno spremenljivko za izračun štirih glavnih faz, in sekundarno spremenljivko za izračun sekularnih izrazov. Za večjo natančnost formula podana zgoraj temelji na Chaprontovih parametrih iz leta 2002 in izražena z eno naravno spremenljivko, dodani pa so tudi naslednje dodatni izrazi:
Konstante količine:
- Kot Meeus uporabi konstante količine aberacije svetlobe za Sončevo gibanje in popravek zaradi končne hitrosti svetlobe za Luno, da se izračuna navidezna razlika v ekliptičnih dolžinah:

Sonce: +20,496˝
Luna: -0,704˝
Popravek konjunkcije: -0,000451 dni
- Za UT: 1. januarja 2000 je ΔT (= TT − UT ) imela vrednost +63,83 s;[sklic 3] torej je popravek urnega časa UT = TT - ΔT za konjunkcijo:

−0,000739 dni.
Kvadratni izrazi:
- V ELP2000-85 (glej Chapront in drugi 1988) je D kvadratni člen iz -5,8681˝T2; izražen v lunacijah N, kar prinese popravek +87,403×10–12N2[sklic 4] dni k času konjunkcije. Izraz upošteva plimske sile ( 0,5×(−23,8946 "/cy2) ). Najnatančnejši približek iz Lunarnega laserskega projekta (APOLLO) za pospešek je (glej Chapront in drugi (2002)): (−25.858 ±0.003)"/cy2. Torej je nov kvadratni člen D enak = -6,8498"T2.[sklic 5] Zares, polinom pri Chaprontu in drugih (2002) predstavlja isto vrednost (njihova Tabela 4). To prevede popravek +14,622×10−12N2 dni v čas konjunkcije; kvadratni člen je sedaj:

+102,026×10−12N2 dni.
- Za UT: analiza zgodovinskih opazovanj pokaže, da ima ΔT na dolgi rok prirastek okoli +31 s/cy2.[11] Pretvorjeno v dneve in lunacije[sklic 6] postane popravek iz ET v UT:

−235×10−12N2 dni.
Teoretični plimski prispevek k ΔT je okoli +42 s/cy2, manjše opazovane vrednosti pa so verjetno posledica manjših nepravilnosti na Zemljini površini. Ker pa neujemanje ni popolnoma pojasnjeno, je nedoločenost našega predvidevanja UT (rotacijski kot Zemlje) lahko tudi tako velika kot razlika med tema dvema vrednostma: 11 s/cy2. Napaka položaja Lune same je samo okoli 0.5"/cy2, ali (zaradi navidezne srednje kotne hitrosti Lune okoli 0.5"/s) 1 s/cy2 v času konjunkcije s Soncem.

## Lunacijsko število
Lunacijsko število ali lunacijski cikel je število, ki pripada vsaki lunaciji od določene točke v zgodovini. V rabi je več konvencij.
Najbolj znana je Brownovo lunacijsko število (BLN), ki definira lunacijo 1 kot začetek prvega mlaja leta 1923, leta, ko je bila Ernest William Brownova lunarna teorija predstavljena večjim astronomskim almanahom. Lunacija 1 se je zgodila približno ob 02:41 UTC, 17. januarja 1923. Mlaj se zgodi na julijanski datum {\displaystyle 2449128,59+29,53058867*(\mathrm {BLN} -871)\pm 0,25}, z dano nenatačnostjo zaradi vplivov Sonca.
Naslednje zelo popularno lunacijsko število je vpeljal Jean Meeus, ki definira lunacijo 0 kot začetek prvega mlaja leta 2000 (to se je zgodilo približno ob 18:14 UTC, 6. januarja 2000). Formula, ki povezuje to lunacijsko število in Brownovo lunacijsko število je: BLN = LN +953.
Goldstinovo lunacijsko število je vpeljal Herman Goldstine leta 1973 v knjigi Prazne in polne lune: 1001 pr. n. št. do 1651 n. št. z lunacijo 0, ki se zgodi 11. januarja 1001 pr. n. št., in se jo lahko izračuna po formuli GLN = LN + 37105.
Hebrejsko lunacijsko število je število lunacij v Hebrejskem koledarju z lunacijo 1, ki se začne 7. oktobra 3761 pr. n. št. Izračuna se jo po formuli HLN = LN +71234. Islamsko lunacijsko število je število lunacij v islamskem koledarju z lunacijo 1 16. julija 622. Izračuna se jo po formuli ILN = LN + 17038. Tajsko lunacijsko število se imenuje "มาสเกณฑ์" (Maasa-Kendha) in definira lunacijo 0 kot začetek Juhovzhodnega-azijskega koledarja na nedeljo 22. marca 638 (po julijanskem koledarju). Izračuna se ga po formuli TLN = LN + 16843.